# 博恩克里克鎮區 (內布拉斯加州巴特勒縣)
博恩克里克鎮區（英語：Bone Creek Township）是位於美國內布拉斯加州巴特勒縣的一個行政鎮區。

## 地方資料
博恩克里克鎮區的面積為98.36平方千米，當中陸地面積為98.21平方千米，而水域面積為0.14平方千米。根據2020年美國人口普查的數據，當地共有人口366人，而人口密度為每平方千米3.72人。